# Assiminea globulus
Assiminea globulus is een slakkensoort uit de familie van de Assimineidae. De wetenschappelijke naam van de soort is voor het eerst geldig gepubliceerd in 1939 door Connoly.